# Persone di cognome Arnold
| Questa pagina contiene informazioni ricavate automaticamente dalle voci biografiche con l'ausilio del template Bio e di un bot. L'aggiornamento è periodico e automatico e ricostruisce completamente la pagina. Se manca una persona in questa lista, sei pregato di non aggiungerla, ma accertati piuttosto che la sua voce biografica contenga il template Bio e che i dati anagrafici siano correttamente compilati. Se il template Bio manca, inseriscilo tu stesso o, in alternativa, metti l'avviso {{tmp\|Bio}} che ne segnala la mancanza. Se i dati riportati sono sbagliati, correggi direttamente la voce biografica; le modifiche saranno visibili in questa lista entro pochi giorni. Per chiarimenti vedi il progetto antroponimi. La lista contiene solo le 66 persone che sono citate nell'enciclopedia e per le quali è stato implementato correttamente il template Bio. Pagina aggiornata al 17 ott 2024. |

Questa è una lista di persone presenti nell'enciclopedia che hanno il cognome Arnold, suddivise per attività principale.

## Allenatori di calcio(1)
- Graham Arnold, allenatore di calcio e ex calciatore australiano (Sydney, n. 1963)

## Architetti(1)
- Georges Arnold, architetto e attivista francese (Lilla, n. 1837 - Sceaux, † 1912)

## Arciere(1)
- Virginie Arnold, arciera francese (Biscarrosse, n. 1979)

## Astronauti(1)
- Richard Arnold, astronauta e insegnante statunitense (Cheverly, n. 1963)

## Astronomi(1)
- Christoph Arnold, astronomo tedesco (Sommerfeld, n. 1650 - Lipsia, † 1695)

## Atlete paralimpiche(1)
- Hollie Arnold, atleta paralimpica britannica (Grimsby, n. 1994)

## Attori(10)
- Alexander Arnold, attore britannico (Ashford, n. 1992)
- Christof Arnold, attore tedesco (Schwäbisch Gmünd, n. 1970)
- Dylan Arnold, attore statunitense (Seattle, n. 1994)
- Edward Arnold, attore statunitense (New York, n. 1890 - Encino, † 1956)
- Justin Arnold, attore statunitense (De Queen)
- Luke Arnold, attore australiano (Perth, n. 1984)
- Sam Ashe Arnold, attore canadese (Ottawa, n. 2003)
- Sean Arnold, attore britannico (Gloucestershire, n. 1941 - Jersey, † 2020)
- Tom Arnold, attore statunitense (Ottumwa, n. 1959)
- Victor Arnold, attore statunitense (New York, n. 1936 - Buffalo, † 2012)

## Attrici(2)
- Cecile Arnold, attrice statunitense (Louisville, n. 1893 - Hong Kong, † 1931)
- Tichina Arnold, attrice statunitense (New York, n. 1969)

## Aviatori(1)
- Kenneth Arnold, aviatore statunitense (Sebeka, n. 1915 - Bellevue, † 1984)

## Bobbisti(1)
- Terence Arnold, bobbista britannico (Peshawar, n. 1901 - Salisbury, † 1986)

## Botanici(1)
- Ferdinand Christian Gustav Arnold, botanico tedesco (Ansbach, n. 1828 - Monaco di Baviera, † 1901)

## Calciatori(3)
- Johnny Arnold, calciatore e crickettista inglese (Cowley, n. 1907 - Southampton, † 1984)
- Max Arnold, calciatore tedesco (Riesa, n. 1994)
- Remo Arnold, calciatore svizzero (Schlierbach, n. 1997)

## Calciatrici(1)
- Mackenzie Arnold, calciatrice australiana (Gold Coast, n. 1994)

## Canottieri(1)
- Donald Arnold, canottiere canadese (Kelowna, n. 1935 - † 2021)

## Cantanti(1)
- Eddy Arnold, cantante statunitense (Henderson, n. 1918 - Nashville, † 2008)

## Cantautrici(1)
- Florrie, cantautrice e batterista britannica (Bristol, n. 1988)

## Cestisti(2)
- Jamie Arnold, ex cestista statunitense (Detroit, n. 1975)
- Robert Arnold, ex cestista statunitense (Lancaster, n. 1988)

## Compositori(3)
- David Arnold, compositore britannico (Luton, n. 1962)
- Malcolm Arnold, compositore, direttore d'orchestra e trombettista inglese (Northampton, n. 1921 - Norwich, † 2006)
- Samuel Arnold, compositore, organista e musicologo inglese (Londra, n. 1740 - Londra, † 1802)

## Direttori della fotografia(1)
- John Arnold, direttore della fotografia statunitense (New York, n. 1889 - Palm Springs, † 1964)

## Dirigenti d'azienda(1)
- Susan Arnold, dirigente d'azienda statunitense (n. 1954)

## Divulgatori scientifici(1)
- Nick Arnold, divulgatore scientifico britannico (Cambridge, n. 1961)

## Editori(1)
- Edward Augustus Arnold, editore britannico (Truro, n. 1857 - Budleigh Salterton, † 1942)

## Editori musicali(1)
- Friedrich Wilhelm Arnold, editore musicale e compositore tedesco (Heilbronn, n. 1810 - Elberfeld, † 1864)

## Educatori(1)
- Thomas Arnold, educatore, teologo e storico britannico (Cowes, n. 1795 - Rugby, † 1842)

## Egittologi(1)
- Dieter Arnold, egittologo tedesco (Heidelberg, n. 1936)

## Fotografe(1)
- Eve Arnold, fotografa statunitense (Filadelfia, n. 1912 - Londra, † 2012)

## Fotografi(1)
- Daniel Arnold, fotografo statunitense (Milwaukee, n. 1980)

## Generali(2)
- Benedict Arnold, generale statunitense (Norwich, n. 1741 - Londra, † 1801)
- Henry Arnold, generale statunitense (Gladwyne, n. 1886 - Sonoma, † 1950)

## Giocatori di football americano(1)
- Terrion Arnold, giocatore di football americano statunitense (Tallahassee, n. 2003)

## Giornaliste(1)
- Ethel Arnold, giornalista, scrittrice e docente britannica (n. 1864 - Totland, † 1930)

## Insegnanti(1)
- Tom Arnold, docente e storico della letteratura inglese (Staines-upon-Thames, n. 1823 - Dublino, † 1900)

## Medici(1)
- Friedrich Arnold, medico, anatomista e fisiologo tedesco (n. 1803 - † 1890)

## Ostacolisti(1)
- Dominique Arnold, ex ostacolista statunitense (Compton, n. 1973)

## Patologi(1)
- Julius Arnold, patologo tedesco (Zurigo, n. 1835 - Heidelberg, † 1915)

## Pianisti(1)
- Billy Arnold, pianista statunitense (New York, n. 1886 - New York, † 1954)

## Pittrici(1)
- Ulrike Arnold, pittrice tedesca (Düsseldorf, n. 1950)

## Poeti(1)
- Matthew Arnold, poeta, critico letterario e educatore britannico (Laleham, n. 1822 - Liverpool, † 1888)

## Politiche(1)
- Kristi Noem, politica statunitense (Watertown, n. 1971)

## Registe(1)
- Andrea Arnold, regista, sceneggiatrice e attrice britannica (Dartford, n. 1961)

## Registi(1)
- Jack Arnold, regista cinematografico statunitense (New Haven, n. 1916 - Woodland Hills, † 1992)

## Rugbisti a 15(1)
- Rory Arnold, rugbista a 15 australiano (Wagga Wagga, n. 1990)

## Scacchisti(1)
- Marc T. Arnold, scacchista statunitense (New York, n. 1992)

## Sceneggiatori(2)
- Danny Arnold, sceneggiatore, regista e produttore televisivo statunitense (New York, n. 1925 - Los Angeles, † 1995)
- Pascal Arnold, sceneggiatore, produttore cinematografico e regista francese (Parigi, n. 1960)

## Sciatori alpini(1)
- Andre Arnold, ex sciatore alpino austriaco (n. 1955)

## Scrittori(1)
- Ignaz Ferdinand Arnold, scrittore tedesco (Erfurt, n. 1774 - Erfurt, † 1812)

## Scrittori di fantascienza(1)
- Edwin Lester Arnold, scrittore di fantascienza inglese (Swanscombe, n. 1857 - Swanscombe, † 1935)

## Storici(1)
- Paul Arnold, storico, giudice e scrittore francese (Soultz-Haut-Rhin, n. 1909 - Mentone, † 1992)

## Tenniste(1)
- Mimi Arnold, ex tennista statunitense (Hollywood, n. 1939)

## Teologi(1)
- Gottfried Arnold, teologo e storico tedesco (Annaberg, n. 1666 - Perleberg, † 1714)